# Alfredo Rossi

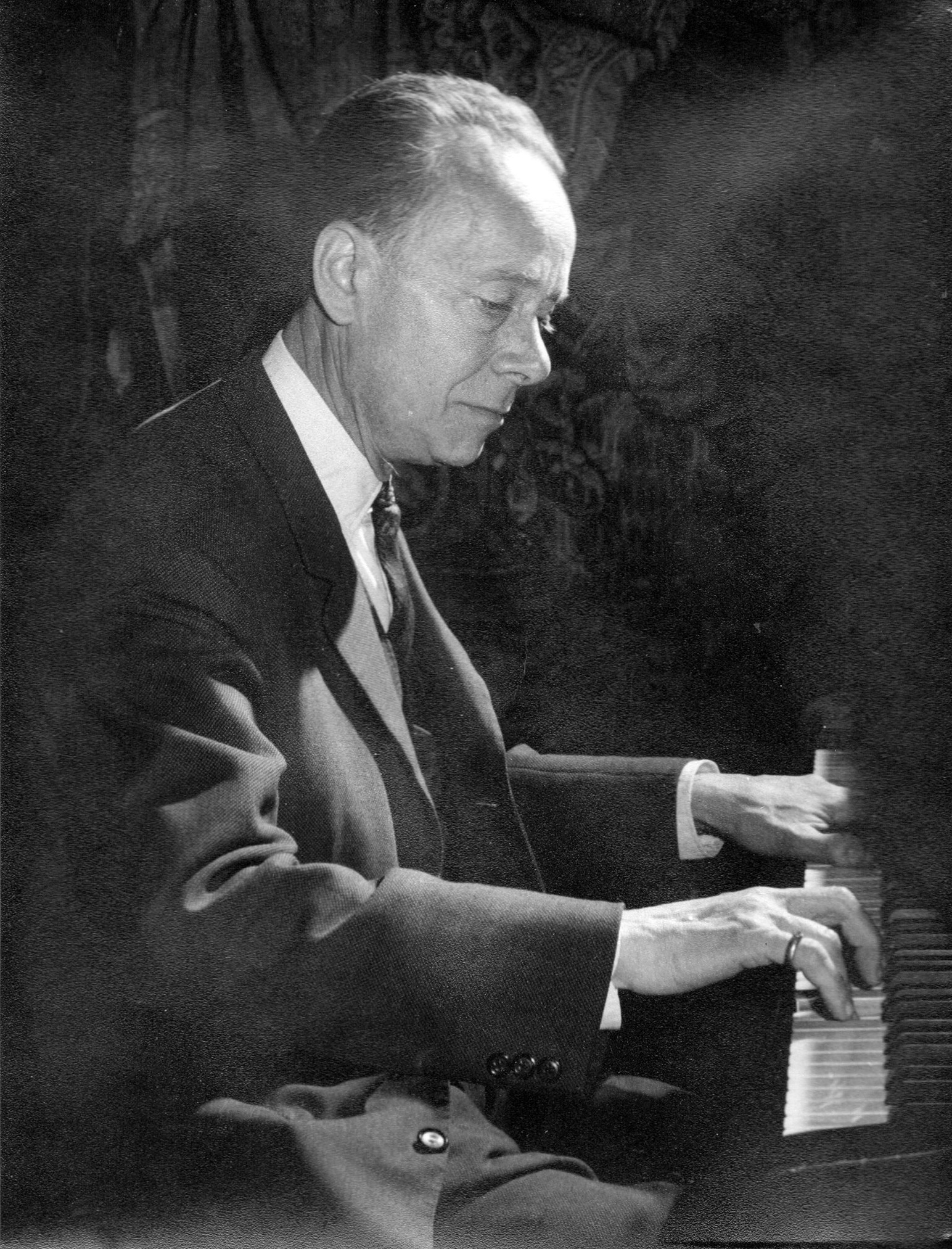
Alfredo Rossi nel 1988

Alfredo Rossi (Rimini, 13 aprile 1925 – Milano, 30 ottobre 2008) è stato un imprenditore, produttore discografico e editore italiano.

## Biografia
Alfredo Rossi è stato uno dei più celebri editori musicali e discografici italiani; fratello di Carlo Alberto Rossi.
Nel 1936 si trasferisce con la famiglia a Milano, e in breve tempo, iniziando a seguire l'attività del fratello, impara i segreti del mondo dell'editoria musicale.
Al contrario del fratello, non sviluppa l'attività di musicista, ma è più attratto da quella imprenditoriale.
Nel 1949 fonda, insieme al fratello e a Ladislao Sugar, editore di origine ungherese di grandi capacità imprenditoriali, le Edizioni musicali Ariston (utilizzando una parola greca sconosciuta fino a quel momento al mondo commerciale e dimostrando grande amore per la lingua greca antica), senza nessuna relazione con l'omonima azienda di elettrodomestici.

Dopo poco tempo Sugar abbandona la Ariston per fondare la CGD, e i due fratelli continuano da soli l'attività.
Tra i compositori di cui hanno l'esclusiva  ricordiamo Armando Trovajoli, Piero Piccioni, Gianni Ferrio, Lelio Luttazzi, Gigi Cichellero, Gino Mescoli, Pino Spotti, Bruno Zambrini, Fiorenzo Carpi, Armando Romeo, Ugo Calise.
In breve tempo Alfredo prende in mano le redini dell'azienda, e quindi Carlo Alberto nel 1956 lascia la Ariston e fonda la C.A. Rossi Editore, che raccoglie la maggioranza delle sue composizioni; inoltre nel 1958 Carlo Alberto diventa discografico, costituendo la CAR Juke Box s.r.l. (CAR è l'acronimo di Carlo Alberto Rossi), collegata ad un gruppo industriale torinese noto per essere il maggior importatore di juke box che allora furoreggiavano: così i suoi dischi si trovano in tutte le "macchine a gettoni" con riflessi notevoli sul lancio sia delle canzoni che dei cantanti.

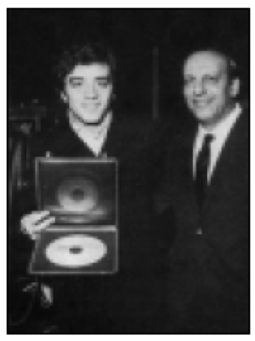
Rossi consegna a Mino Reitano il disco d'argento per le 500.000 copie vendute di Una chitarra, cento illusioni (febbraio 1969)

Anche Alfredo decide di espandere l'attività, e fonda all'inizio del 1964 la Ariston Records, con sede in piazza Pattari 1/3 a Milano, che in breve tempo diviene una delle aziende leader nel mondo discografico, al punto che Carlo Alberto per molti anni si affiderà alla Ariston per la distribuzione della CAR Juke Box.
Tra gli artisti sotto contratto per la Ariston negli anni '60 abbiamo Bruno Lauzi, Ornella Vanoni, Mino Reitano, Franco Califano, gli Stormy Six e I Corvi, che nelle loro esibizioni dal vivo suonano con un corvo vero, chiamato Alfredo proprio in onore del loro scopritore, appollaiato sul manico del basso.

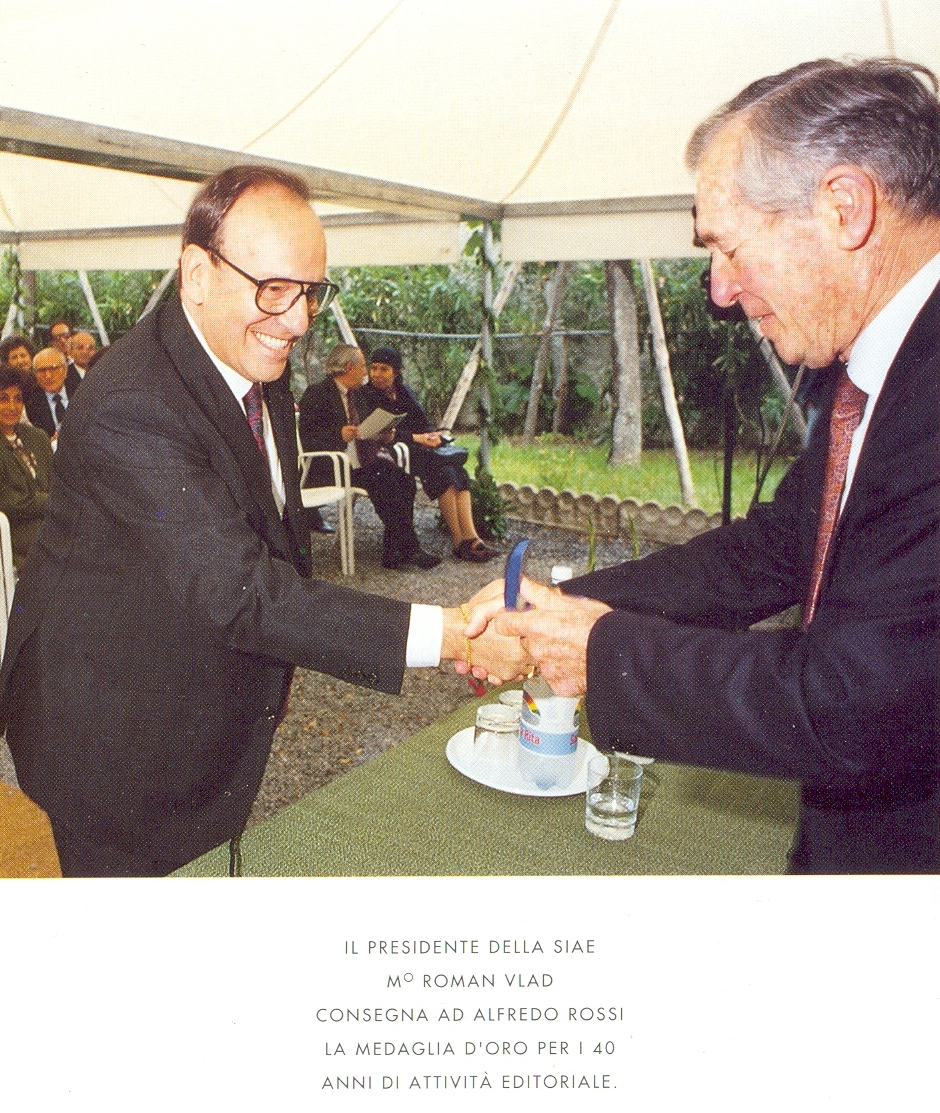
Rossi premiato da Roman Vlad, 1988

Nel 1969 vengono create altre due nuove case discografiche, con l'obiettivo di curare il lancio di nuovi talenti: la First, più attenta a produzioni d'avanguardia, la Victory e la Jet; dà anche vita ad una serie economica, la Oxford.
Si occupa anche della distribuzione di etichette minori, come ad esempio la City Record, la Metropol e l'Ametiste, etichette da cui poi preleverà gli artisti di maggior successo per l'Ariston (così avviene, ad esempio, con Nico e i Gabbiani).
Nel decennio successivo i nomi più noti saranno i Matia Bazar, i Nuova Idea, Gilda Giuliani, l'Equipe 84, i Dik Dik, Claudio Rocchi, Donatella Rettore e Victor Bacchetta.
Per anni Alfredo Rossi è stato nel direttivo dell'A.F.I. (Associazione Fonografici Italiani), e per 40 anni Commissario alla S.I.A.E..
Nel 1978 il presidente della Repubblica gli ha conferito l'onorificenza di cavaliere ufficiale, mentre nel 1991 il Comune di Milano gli ha conferito la medaglia d'argento di "benemerenza civica".
Dopo aver abbandonato l'attività discografica, a metà degli anni '90, a causa di alcuni problemi di salute, si è ritirato anche dall'attività editoriale, cedendo l'intero catalogo delle Edizioni musicali Ariston alla Universal Music Group.
È morto a Milano nel 2008.